# ロッキー・グラジアノ
ロッキー・グラジアノ（Rocky Graziano、1919年1月1日 - 1990年5月22日）は、アメリカ合衆国の男性プロボクサー。本名はトーマス・ロッコ・バルベラ（Thomas Rocco Barbella）。元世界ミドル級チャンピオン。
ロバート・ワイズ監督、ポール・ニューマン主演の映画「傷だらけの栄光」（原題：SOMEBODY UP THERE LIKES ME）のモデルとしても広く知られている。

## 経歴
イタリア系。ニューヨークはイーストサイドの貧しい家庭に生まれる。兄弟は自身も含め計10人。父は二流のボクサーであった。幼時は路上のガキ大将、長じては札付きの不良となって数々の事件を起こし、20歳になるまで感化院と刑務所で計8年間を過ごす。その後徴兵で入隊した陸軍では、上官を殴って脱走している。
しかし、不良仲間が電気椅子送りになったこと、そして後に妻となるノーマとの出逢いを機に更生、ボクシングに打ち込むようになる。持ち前の度胸とタフネス、そして強烈な左右、特に右フックを武器とする果敢なインファイトで、まずアマチュアで活躍。プロ入り後も名マネージャー、アービン・コーヘンの巧みなマッチメイクで、当時のホープだったビリー・アーノルドに逆転KO勝ちするなど、順調にキャリアを重ねた（ただし、この中にはマフィアが絡んだ八百長が噂される試合も含まれる）。
1946年9月27日、ニューヨーク・スタジアムで、軍役のため長いブランクを作っていた世界ミドル級王者、トニー・ゼールに挑戦した。9歳若いグラジアノが下馬評有利であったが、初回にグラジアノが、2回には反対に王者ゼールがダウンする乱戦となった。壮絶な打撃戦はグラジアノ優位で進み、ゼールはグロッギーに陥ったが、6回、右ボディアッパーからの左フックでKO負けを喫した。
1947年7月16日に行われた第二戦は序盤からゼール優勢となり、グラジアノは眼をカットする。5回、グラジアノはようやく反撃、6回に得意の右を浴びせてダウンを奪い、立ち上がったゼールをロープに詰め乱打、レフェリーがストップを掛け、遂にグラジアノは世界ミドル級タイトルを手にした。因みに後年製作される映画「傷だらけの栄光」は、ここでハッピーエンドとなっている。
しかし、現実には1948年6月10日、両者の三度目の対戦が行われる。初回、王者グラジアノは挑戦者ゼールの左フックを浴びていきなりダウン。2回以降もゼールが攻め、3回、ゼール得意のコンビネーション、右ボディから切り返しの左フックが顎に炸裂、崩れ落ちたグラジアノは立ち上がることができなかった。ボクシング史に残る両者の死闘は、グラジアノの1勝2敗という結果に終わった。
敗れはしたものの、グラジアノの気力は衰えておらず、王座返り咲きを狙って1952年4月16日、シュガー・レイ・ロビンソンの持つ王座に挑戦したが、全盛期の天才には歯が立たず、3回、ロープ際へ追い詰められての左フックからの右ストレートでKO負けを喫した。
1956年、グラジアノの半生が名匠ロバート・ワイズ監督、ポール・ニューマン主演で『傷だらけの栄光』として映画化された。この映画のお陰もあって、グラジアノは引退後ショー・ビジネスの世界でも活躍した。

## 通算戦績
83戦67勝（52KO）10敗6引分け